# Teisheba
Teisheba est le dieu de l'orage et de la foudre de l'ancien royaume d'Urartu. Ce royaume s'étend sur le haut-plateau arménien, autour du lac de Van du IXe siècle av. J.-C. au VIe siècle av. J.-C..  
Le dieu Teisheba forme une triade avec le dieu Haldi, dieu suprême et le dieu Chivini, dieu du soleil. Cette triade est invoquée  avant les autres dieux dans les textes organisant des sacrifices et dans certaines formules royales de malédiction envers d'éventuels vandales du monument de l'inscription.
Teisheba donne son nom à l'ancienne cité de Teishebani, l'actuelle Karmir-Blour, près d'Erevan en Arménie. Cette cité est fondée en son honneur par le roi urartéen Rusa II dans le premier quart du VIIe siècle av. J.-C..
| |  |  |
| À gauche, statuette du dieu Teisheba, Musée national d'histoire d'Arménie. À droite, Teisheba sur un lion. Dessin sur un bouclier découvert à Anzaf (Turquie). |  |  |

Teisheba est le second dans la hiérarchie des dieux. Il est représenté debout sur un lion ou un taureau, parfois tenant en main une poignée d'éclairs. sa femme est la déesse Huba (ou Khuba), correspondant à l'ancienne déesse hourrite Khepa. 
Le dieu urartéen Teisheba correspond au dieu hourrite Teshub. C'est en effet aux Hurrites que les Urartéens ont emprunté ce dieu, comme la déesse Huba. Teisheba correspond aussi au dieu assyrien de l'orage Adad,